# Mantidactylus schulzi
A Mantidactylus schulzi  a kétéltűek (Amphibia) osztályába és  a békák (Anura) rendjébe, az aranybékafélék (Mantellidae) családjába tartozó faj. 

## Előfordulása
Madagaszkár endemikus faja. A típuspéldányt a sziget északi részén, a Tsaratanana-masszívumben, 730 m-es tengerszint feletti magasságban figyelték meg.

## Természetvédelmi helyzete
A vörös lista jelenleg nem tartja nyilván.